# Sinopoda forcipata
Sinopoda forcipata là một loài nhện trong họ Sparassidae. S. forcipata được Ferdinand Karsch miêu tả năm 1881.